# Але-Ахмад, Джалал
Джалал Але-Ахмад (перс. جلال آل احمد‎; 3 декабря 1923, Тегеран — 9 сентября 1969, Асалем, Гилян) — иранский писатель, публицист и общественный деятель, критик «евроцентризма» .

## Биография
Джалал Але-Ахмад родился 3 декабря 1923 в Тегеране, в семье известного богослова Сейида Ахмада Хосейни Талекани, дяди аятоллаха Махмуда Талекани. Детство и отрочество Джалала Але-Ахмада прошло в обстановке сильнейшего религиозного давления, во времена гонений Резашаха на духовенство, в целях европеизации иранского общества. Его отец, будучи крайне фанатичным верующим, не позволил продолжать ему обучение в светской школе, потому он с юных лет подрабатывал в мастерских на базаре, а по вечерам в тайне от отца посещал занятия в средней школе при Дар аль-Фунун.
Еще учась в старших классах вечерних курсов, желая постичь политические учения и овладеть знаниями в этой области, стал активистом Народной партии Ирана (Туде), в которой состоял до 1947 года. Параллельно входил в кружок религиозно обновления «Анджомане эслах». После окончания вечерних курсов, он поступает на литературный факультет Тегеранского педагогического института, который оканчил в 1946 году и поступил учителем в школу, где проработал до конца жизни.
Первая новелла Джалала Але-Ахмада «Зиярат» («Паломничество») была опубликована в 1945 году в журнале «Сохан», которым руководил Садек Хедаят. В феврале 1946 года выходит в свет его первый сборник новелл «Дидо баздид» («Визит»). Второй его сборник под названием «Аз ранджи ке мибарим» («Трудности, которые мы переживаем») издается в середине 1947 года, а в конце того же года, в связи с расколом в партии Туде, Джалал Але-Ахмад переходит от политической к преподавательской деятельности. В этот период, как он сам отмечает, «чтобы освоить французский язык», он переводит произведения А. Жида, А. Камю, Ж. П. Сартра и роман «Игрок» Ф. М. Достоевского с французского на персидский. Третий сборник новелл «Сетар» является результатом этого же периода творчества писателя. В 1948 году он женится на Симин Данешвар, известной иранской писательнице, авторе романа «Смерть ради жизни» (перс. سووشون‎).
В начале 1950-х годов в Иране усиливается борьба за национализацию нефти. Под руководством доктора Мосаддыка создается Национальный фронт Ирана, и Джалал Але-Ахмад как активист партии «Третья сила» становится активным его членом и снова вовлекается в политику. В этот период он принимает участие в выпуске идеологических изданий Национального фронта. После свержения демократически избранного правительства доктора Мосаддыка в 1953 году Джалал Але-Ахмад порывает с политикой и возвращается к творчеству и преподаванию. В этот период он занимается этнографическими исследованиями и переводами, в том числе переводит произведения Андре Жида «Возвращение из СССР» и Ж. П. Сартра «Грязные руки» с французского на персидский язык. Четвертый сборник его новелл «Лишняя женщина» также издан в этот период. Тогда же он познакомился с Нима Юшиджем, горячим сторонником «новой поэзии» которого был и во многом способствовал его признанию на родине.
В 1954 году вышел его роман «История ульев», в котором автор переосмыслил недавнюю борьбу иранцев за свои нефтяные богатства (образ пчел, отчужденных от создаваемого ими меда), в 1958 году — сборник литературно-критических статей «Три новые статьи» и повесть «Директор школы», содержащих сокрушительную критику системы школьного образования.
Как антрополог с социальным подходом, Але-Ахмад совершал дальние странствия, обычно путешествуя по бедным районам Ирана пытаясь отобразить жизнь, культуру и трудности живущих там людей. По результатам таких поездок он пишет цикл этнографическо-фольклорных очерков «Авразан», «Таты в уезде Захра», «Остров Харг, уникальная жемчужина Персидского залива».
В конце 50-х годов Джалал Але-Ахмад издает сборник своих литературоведческих трудов «Семь статей». В 1958 году выходит в свет его известная повесть «Директор школы», которую принято считать поворотным моментом в творчестве Але-Ахмада.
Прекрасное знание общественной жизни Ирана, социологическое и этнографическое изучение различных регионов позволяют Джалалу Але-Ахмаду обратить внимание на объективные и субъективные социальные противоречия, существующие в стране, что приводит к созданию его знаменитого социально-публицистического произведения «Отравлением Западом (вестоксикация)». Когда в 1960 году в журнале «Кейхан-е мах» появилась первая глава этой книги, ежемесячник был запрещен на полгода. Книга вышла нелегально в 1962 году. Это произведение приносит еще большую популярность и славу Джалалу Але-Ахмаду и находит многочисленные отклики среди интеллигенции и передовой молодежи Ирана. Основная идея этого произведения заключается в освещении противоречий между разбогатевшим и индустриализированным Западом и аграрным Востоком, то есть странами третьего мира. В этом социально-публицистическом произведении автор, жестко критикуя, бичует экономическую и культурную зависимость Ирана от эксплуататорских стран Запада, в особенности США. Однако, поскольку с самого начала со стороны государственного аппарата были установлены препятствия в издании книги, Джалал Але-Ахмад уезжает из Ирана с тем, чтобы провести вынужденную творческую паузу за ее пределами.
Во второй половине 1962 года Але-Ахмад ездил от министерства просвещения в Западную Европу изучать опыт издания учебников.
Весной 1964 года он отправляется в паломничество и посещает Каабу. Человек, который в своих произведениях насмехался над религиозными предрассудками, в начале своей политической карьеры порывает со своей религиозной семьей и вступает в марксистскую партию, вновь обращается к религии.
Летом 1964 года Джалал Але-Ахмад выезжает в Советский Союз для участия в Международном этнографическом конгрессе. По завершении конгресса, он, в числе высоких гостей, остается в Советском Союзе еще более чем на месяц и посещает Ленинград, Баку, Ташкент, Самарканд.
Летом 1965 года по приглашению Гарвардского университета участвует в работе международного литературно-политического семинара в Соединенных Штатах Америки. После поездки в США Але-Ахмад приходит к мнению, что иранская молодежь должна направляться на учебу не в Европу и Америку, а только в Индию и в Японию, ибо для иранского общества чужды и капиталистическая идеология, и социалистический строй.
Джалал Але-Ахмад внезапно ушел из жизни в зените своей литературно-общественной деятельности. Он скончался 9 сентября 1969 года, в результате инфаркта, на своей вилле в селении Асалем в остане Гилян.

## Список произведений

### Романы и новеллы
- «Директор школы»
- «Что написано пером»
- «История ульев»
- «Проклятие земли»
- «Надгробный камень»

### Рассказы
- «Сетар»
- «Из нашего страдания»
- «Чужой ребёнок»
- «Розовый лак для ногтей»
- «Китайский цветочный горшок»
- «Сокровище»
- «Почтальон»
- «Паломничество»
- «Грех»

### Критические эссе
- «Семь очерков»
- «Опрометчивая оценка»
- «Отравлением Западом (вестоксикация)»

### Монографии
- «Овразан»
- «Таты из уезда Захра»
- «Остров Харг, уникальная жемчужина Персидского залива»
- Рассказы о путешествиях
- «Соломинка в Мекке»
- «Путешествие в Россию»
- «Путешествие в Европу»
- «Путешествие в Америку»

### Переводы
- «Игрок» Ф. М. Достоевского
- «Посторонний» (фр. L’Étranger) (1942) Альбера Камю
- «Грязными руками» (фр. Les Mains sales, 1948) Жана-Поля Сартра
- «Возвращение из СССР» (фр. Au retour de l’URSS, 1936) Андре Жида
- «Носорог» (фр. Les Rhinocéros, 1957) Эжена Ионеско